# Nokardioza ryb
Nokardioza ryb (nocardiosis) – bakteryjna choroba ryb wywołana przez kwasooporne pałeczki z rodzaju Nocardia.

## Występowanie
Bakterie powodujące chorobę występują najczęściej w hodowli akwariowej lub sztucznej hodowli ryb, np. pstrągi. Najczęstszą drogą do zakażenia się jest przewód pokarmowy oraz skrzela.
Gatunkiem bakterii powodującym chorobę jest Nocardia asteroides. Mogą wystąpić infekcje mieszane bakterii z rodzajów Nocardia i Mycobacterium. Bakterie te przyczyniają się do chorób u różnych ryb ozdobnych (np. neon, tetra), jak również w hodowli ryb łososiowatych (pstrąg tęczowy i pstrąg źródlany).

## Objawy
Objawy podobne są do objawów w przypadku choroby mykobakteriozy. Ryby „stoją” w kącie akwarium bądź też między gęstą roślinnością. Chore ryby stają się osłabione, tracą apetyt, chudną. Powierzchnia ciała ulega przebarwieniom. Pojawiają się obrzęki oraz ubytki w łuskach, skórze. W miejscach tych można znaleźć liczne rodzaje bakterii. Brzegi płetw są postrzępione, czasami zauważyć można ich przekrwienie.
W badaniu mikroskopowym narządów wewnętrznych zaobserwować można zmiany chorobowe występujące przede wszystkim w nerkach, które ulegają martwicy. U chorych ryb zaobserwowano atrofię gonad.
W diagnozie rodzaju choroby należy zwrócić również uwagę na możliwość infekcji bakteriami Streptomyces.

## Leczenie i zapobieganie
Podobnie jak w przypadku mykobakteriozy ryb jest trudne, akwarium należy w całości odkazić. W leczeniu stosuje się antybiotyki, na które to bakterie te są wrażliwe. Kurację ryby należy przeprowadzać w osobnym zbiorniku.
W leczeniu ryb ozdobnych zalecane są antybiotyki:
- oksytetracyklina, (terramycyna) – 13 mg czystego antybiotyku na 1 l wody (7–14 dni)
- kanamycyna – w dawce 10 mg na 1 l wody (przez 7–10 dni)
- streptomycyna – 10 mg na 1 l wody (7–10 dni)